# 拉蒂耶尔
拉蒂耶尔（法語：Ratières，法語發音：[ʁatjɛʁ]）是法国德龙省的一个市镇，属于瓦朗斯区。

## 地理
拉蒂耶尔（45°10'54"N, 4°58'5"E）面积9.01 平方千米，位于法国奥弗涅-罗讷-阿尔卑斯大区德龙省，该省份为法国东南部内陆省份，北起顺时针与伊泽尔省、上阿尔卑斯省、上普罗旺斯阿尔卑斯省、沃克吕兹省和阿尔代什省接壤。
与拉蒂耶尔接壤的市镇（或旧市镇、城区）包括：巴泰尔奈、布朗、埃尔巴斯河畔沙尔姆、克拉韦松、圣阿维、埃尔巴斯河畔圣多纳。

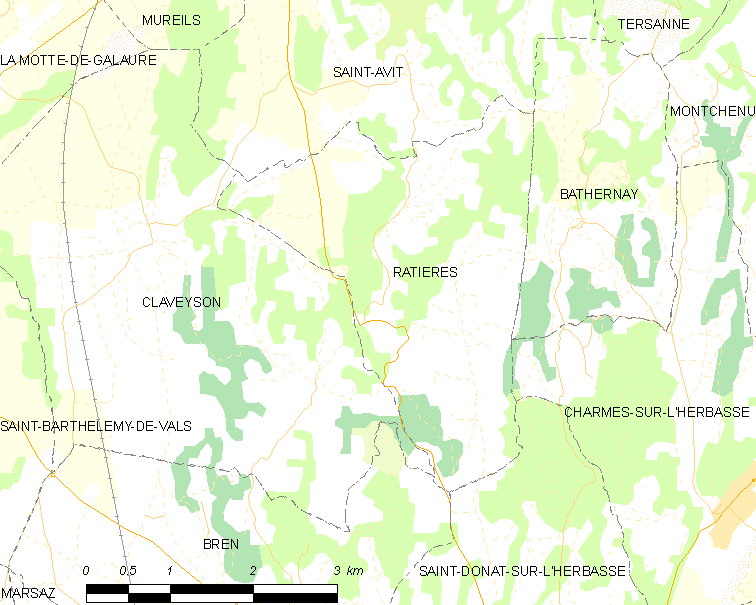
拉蒂耶尔的OSM定位图

拉蒂耶尔的时区为UTC+01:00、UTC+02:00（夏令时）。

## 行政
拉蒂耶尔的邮政编码为26330，INSEE市镇编码为26259。

## 政治
拉蒂耶尔所属的省级选区为丘陵德龙县。

## 人口

1962-2008年间拉蒂耶尔人口变化图示

拉蒂耶尔于2022年1月1日时的人口数量为275人。